# ليزا باتس
ليزا باتس (بالإنجليزية: Lisa Butts)‏ هي لاعبة اتحاد الرغبي أمريكية، ولدت في 21 يناير 1982 في La Crescenta-Montrose, California ‏ في الولايات المتحدة.